# Jim (Pferd)

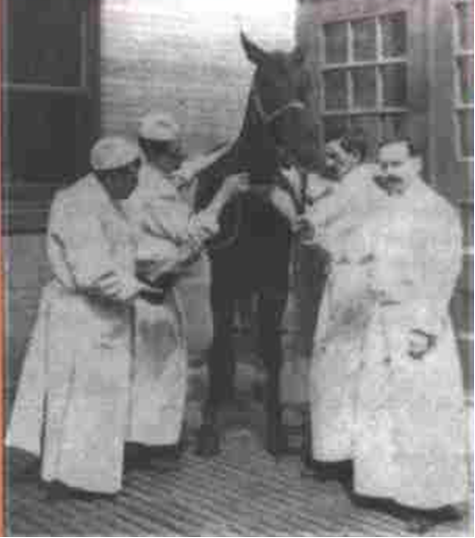
Pferd Jim

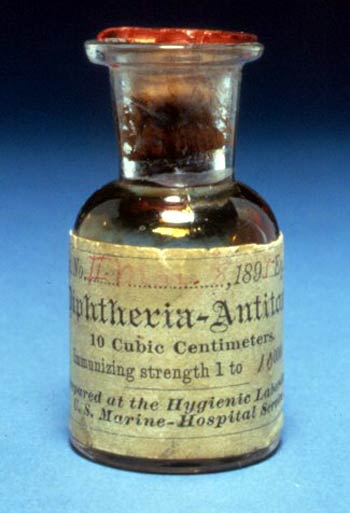
Flasche eines Diphtherie-Antiserums aus dem Jahre 1895

Jim war der Name eines Pferdes, dessen Blutserum in den USA zur Erzeugung von Diphtherie-Antiseren verwendet wurde.
Jim war ein ehemaliges Milchwagenpferd mit dessen Hilfe mehr als 28 Liter Serum mit Diphtherie-Antitoxin erzeugt wurden. Am 2. Oktober 1901 zeigte Jim jedoch Tetanus-Symptome und wurde eingeschläfert. Im Nachhinein wurde der Tod eines Mädchens, das an Tetanus gestorben war, auf kontaminiertes Antiserum von Jim zurückgeführt. Es zeigte sich, dass Jims Serum vom 30. September mit Tetanus in der Inkubationsphase verunreinigt war. In der Folge starben weitere zwölf Kinder in St. Louis an Tetanus, das durch das kontaminierte Antiserum erworben worden war.
Von ähnlichen Kontaminationen wurden zur selben Zeit bei Pockenimpfstoffen berichtet. Da die Todesfälle durch Testen der produzierten Impfseren vermeidbar gewesen wären und einige Chargen mit falschem Herstellungsdatum versehen waren, wurde 1902 der Biologics Control Act erlassen und das Center for Biologics Evaluation and Research gegründet. Das Unglück führte zudem 1906 zum Pure Food and Drug Act und zur Gründung der US-amerikanischen Arzneimittelbehörde Food and Drug Administration FDA.